# حاجی‌بابایی
حاجی‌بابایی یک نام خانوادگی است. افراد شاخص با این نام از این قرارند:
- حمیدرضا حاجی‌بابایی، سیاستمدار اصولگرا اهل ایران
- شاهین حاجی‌بابایی، داور فوتبال اهل ایران